# Dylan Sprouse
Dylan Thomas Sprouse (Arezzo, Toscana; 4 de agosto de 1992) es un actor estadounidense nacido en Italia. Es el hermano gemelo del actor Cole Sprouse. Es conocido por su papel de Zack Martin en la serie de Disney Channel, The Suite Life of Zack and Cody y su spin-off, The Suite Life on Deck.

## Primeros años
Sprouse nació en Arezzo, Italia, de padres estadounidenses, Matthew Sprouse y Melanie Wright, mientras enseñaban en una escuela de habla inglesa en Toscana. Dylan nació 15 minutos antes que su hermano menor Cole Sprouse. Cuatro meses después de su nacimiento, la familia se mudó a la ciudad nativa de sus padres, Long Beach, California.

## Carrera
Sprouse empezó su carrera en 1993 en la televisión, junto a su hermano gemelo Cole Sprouse, compartiendo el papel de Patrick Kelly en Grace Under Fire hasta 1998. Los siguientes años, continuó apareciendo en películas y series con su hermano. Dylan ha señalado que llegar a la fama a una edad tan temprana tras el éxito de The Suite Life of Zack and Cody fue "un poco escalofriante, lo rápido que está moviéndose todo" y que un año antes "nada de esto estaba pasando, y que no podía esperar para el futuro".
En 2017, formó parte del reparto del thriller Dismissed como protagonista, encarnando el papel de Lucas Ward. Ese mismo año, realizó un cortometraje Carte Blanche y fue contratado en la película de comedia Banana Split como Nick. Al siguiente año participó en el cortometraje Daddy como Paul y en la película china Turandot junto a la actriz Guan Xiaotong interpretando el personaje de Calaf.

## Vida personal
Desde finales del 2018, mantiene una relación con la modelo húngara Barbara Palvin. Se casaron en julio de 2023 en Hungría.

## Filmografía

### Películas
| Año  | Título                                            | Personaje                 | Notas        |
| ---- | ------------------------------------------------- | ------------------------- | ------------ |
| 1999 | The Astronaut's Wife                              | Gemelo                    |              |
| 1999 | Un papá genial                                    | Julian McGrath            |              |
| 2001 | Diary of a sex addict                             | Sammy Jr.                 |              |
| 2001 | I saw mommy kissing santa Claus                   | Justin Carver             |              |
| 2002 | The Master of Disguise                            | Joven Pistachio Disguisey |              |
| 2002 | Eight Crazy Nights                                | K-B Toys Soldier          |              |
| 2003 | Apple Jack                                        | Jack Pyne                 |              |
| 2003 | Just for Kicks                                    | Dylan Martin              |              |
| 2004 | The Heart Is Deceitful Above All Things           | Older Jeremiah            |              |
| 2005 | Piggy Banks                                       | Joven Jonh                |              |
| 2006 | Holidaze: The Christmas That Almost Didn't Happen | Niño                      |              |
| 2007 | La nueva Historia de, el príncipe y el mendigo    | Tom Canty                 |              |
| 2008 | Snow Buddies                                      | Shasta -Voz-              | Papel de Voz |
| 2009 | Misterio en Appletown                             | Will                      |              |
| 2010 | Kung fu Magoo                                     | Justin Magoo              |              |
| 2011 | Zack y Cody: La película                          | Zack Martin               |              |
| 2017 | Dismissed                                         | Lucas                     |              |
| 2018 | Banana Split                                      | Nick                      |              |
| 2020 | After: en mil pedazos                             | Trevor Matthews           |              |
| 2023 | Maravilloso desastre                              | Travis Maddox             |              |
| 2024 | Beautiful Wedding                                 | Travis Maddox             |              |

### Series
| Año        | Título                          | Personaje     | Notas                                                          |
| ---------- | ------------------------------- | ------------- | -------------------------------------------------------------- |
| 1993-1998  | Grace Under Fire                | Patrick Kelly | Protagonista , personaje compartido con su gemelo Cole Sprouse |
| 1998       | MADtv                           | Niño          | 1 episodio                                                     |
| 2001       | The Nightmare Room              | Buddy         | 1 episodio, papel compartido con su gemelo                     |
| 2001       | That '70s Show                  | Bobby         | 1 episodio                                                     |
| 2005- 2008 | The Suite Life of Zack and Cody | Zack Martin   | Protagonista.                                                  |
| 2006       | The Emperor's New School        | Zam -Voz-     | 1 episodio                                                     |
| 2006       | That's So Raven                 | Zack Martin   | 1 episodio                                                     |
| 2008       | According to Jim                | Invitado      | 1 episodio                                                     |
| 2008- 2011 | Zack y Cody Gemelos a bordo     | Zack Martin   | Protagonista                                                   |
| 2009       | Wizards of Waverly Place        | Zack Martin   | 1 episodio                                                     |
| 2009       | Hannah Montana                  | Zack Martin   | 1 episodio                                                     |
| 2010       | Estoy en la banda               | Zack Martin   | 1 episodio                                                     |
| 2012       | So Random!                      | Invitado      | 1 episodio                                                     |